# Euplectes albonotatus
Euplectes albonotatus là một loài chim trong họ Ploceidae.

## Hình ảnh

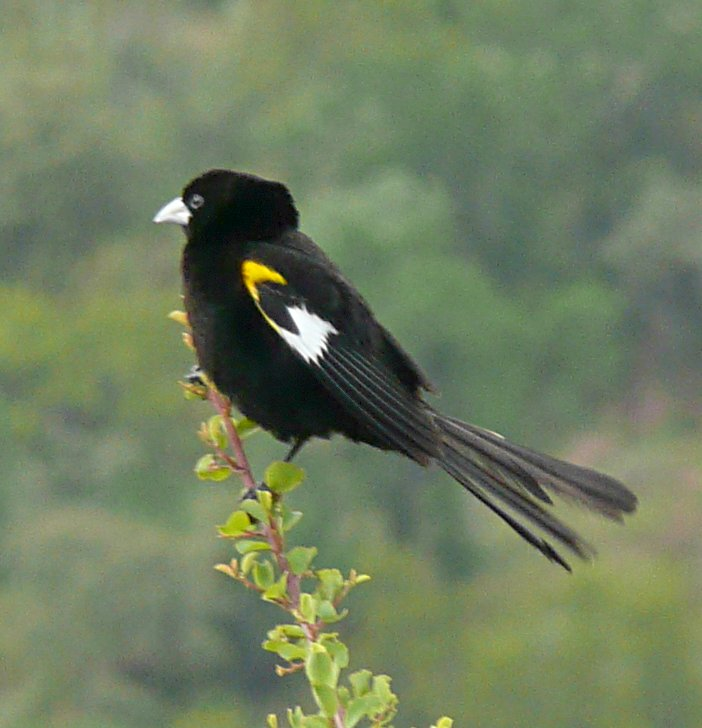
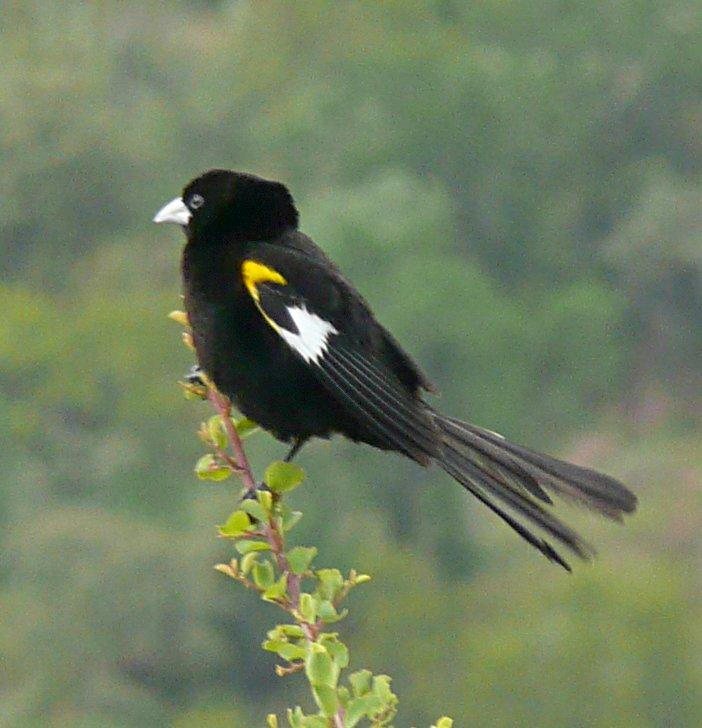